# We Are Motörhead
We Are Motörhead — п'ятнадцятий студійний альбом англійської групи Motörhead, який був випущений 16 травня 2000 року.

## Композиції
1. See Me Burning - 2:59
2. Slow Dance - 4:29
3. Stay Out of Jail - 3:02
4. God Save the Queen - 3:19
5. Out to Lunch - 3:26
6. Wake the Dead - 5:14
7. One More Fucking Time - 6:46
8. Stagefright/Crash & Burn - 3:02
9. (Wearing Your) Heart on Your Sleeve - 3:42
10. We Are Motörhead - 2:21

## Склад
- Леммі Кілмістер - вокал
- Філ Кемпбелл - гітара
- Міккі Ді - ударні